# Bodulhaimendhoo
Bodulhaimendhoo is een van de onbewoonde eilanden van het Noonu-atol behorende tot de Maldiven.